# Flaga Szwajcarii
Flaga Szwajcarii – czerwony kwadrat z białym krzyżem greckim na środku. Długość każdego z ramion krzyża jest o 1/6 większa niż ich szerokość i, choć formalnie tego nie ustalono, rozpiętość krzyża zwyczajowo stanowi 2/3 lub 7/10 rozpiętości flagi. Jest to jedna z dwóch – obok watykańskiej – kwadratowych flag na świecie.

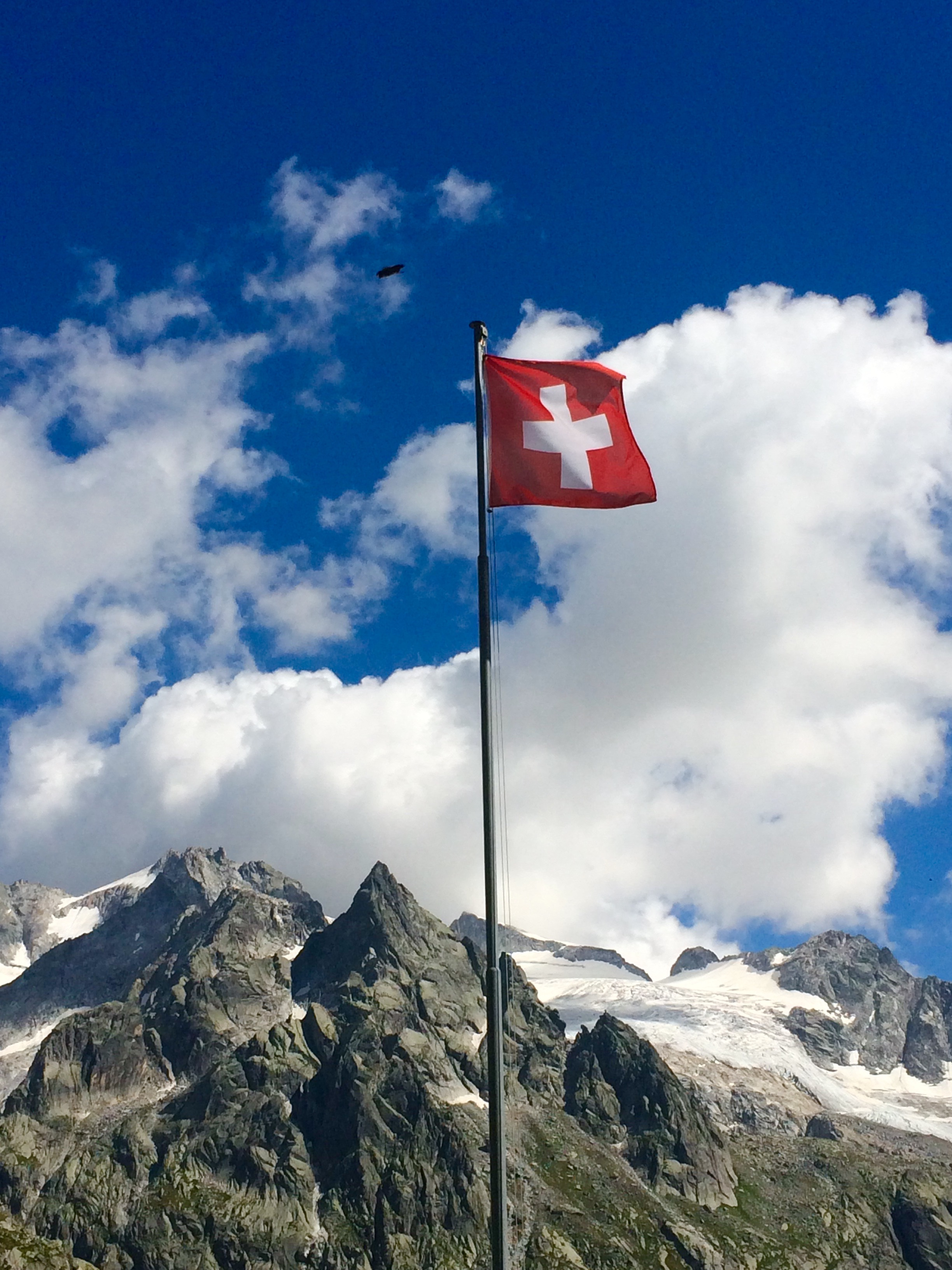
Flaga Szwajcarii

## Historia
W 1339 wszyscy żołnierze i oficerowie biorący udział w bitwie pod Laupen, byli oznaczeni znakiem krzyża. Od tego czasu biały krzyż w czerwonym polu stał się wspólnym symbolem Szwajcarów, a od XV wieku chorągiew konfederacji była czerwona z białym krzyżem równoramiennym. Obecny wzór otrzymały w 1848 roku szwajcarskie sztandary wojskowe. Ich dokładne proporcje ustalono w rozkazie wojskowym z 1852. Te same proporcje przyjęto dla flagi państwowej 12 grudnia 1889 roku.
Przez odwrócenie barw flagi Szwajcarii powstał symbol Czerwonego Krzyża.

## Bandera Szwajcarii

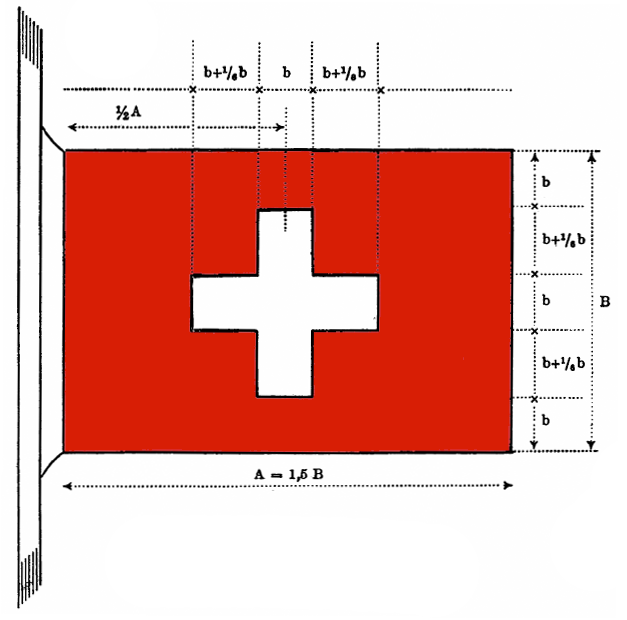
Bandera używana przez szwajcarskie statki wodne

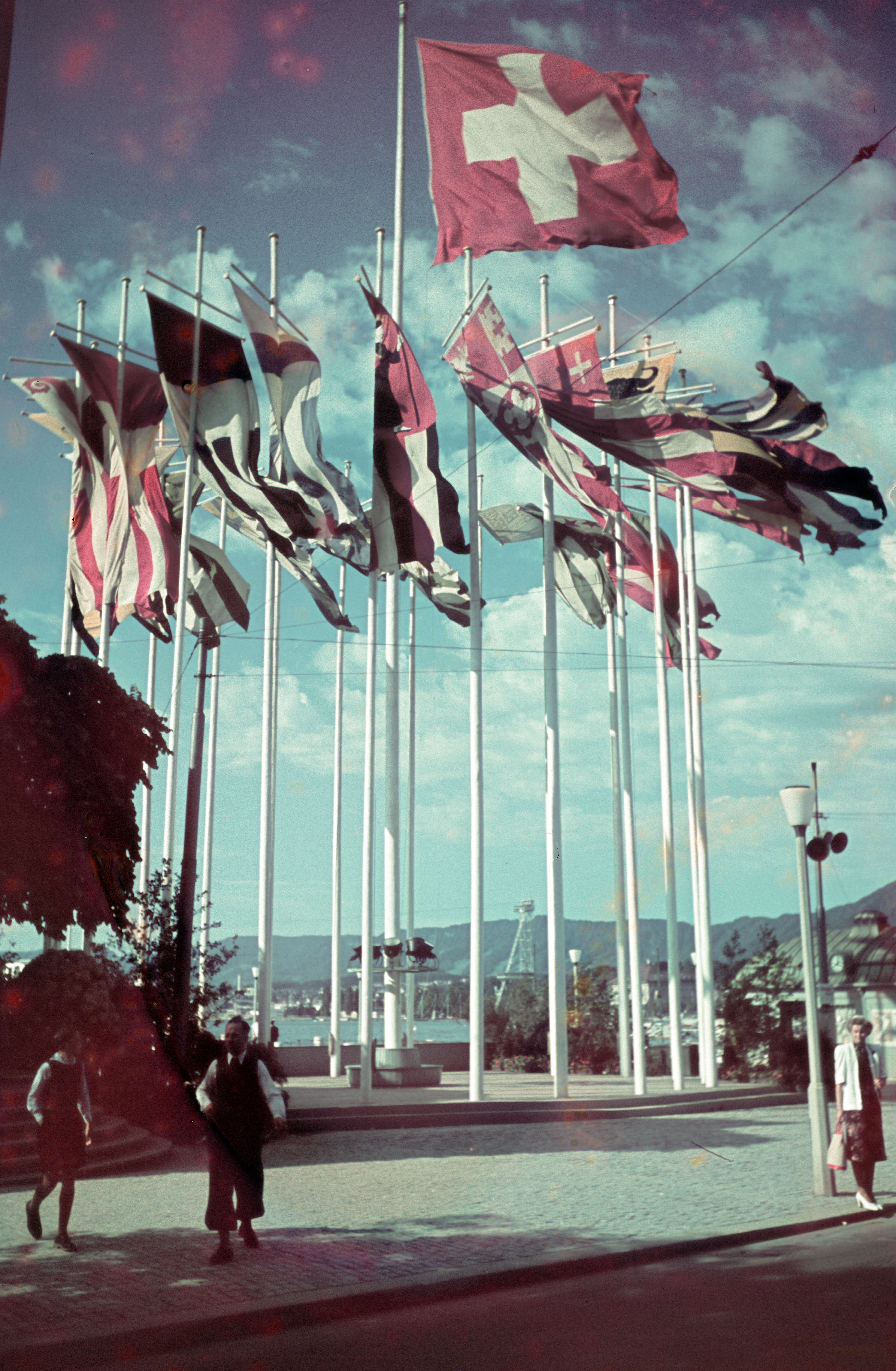
Flaga Szwajcarii w Zurychu w 1939 na fotografii Agfacolor

Bandera Szwajcarii, używana przez jej statki wodne, jest prostokątem o stosunku boków 2:3, koloru czerwonego, z białym krzyżem greckim pośrodku, o ściśle określonych proporcjach poszczególnych elementów, przedstawionych na szkicu obok.
Sportowcy Szwajcarii występują pod banderą, m.in. podczas igrzysk olimpijskich.

## Flagi historyczne Szwajcarii

Flaga kantonu Schwyz z XV wieku – pierwowzór późniejszej flagi Konfederacji Szwajcarskiej
Flaga Starej Konfederacji Szwajcarskiej 1291–1798
Flaga Republiki Helweckiej 1798–1803